# Jürgen Brocke
Jürgen Brocke (ur. 4 lutego 1922 w Bad Harzburg, zm. 15 września 1942 w Woroneżu) – niemiecki pilot myśliwski, as Luftwaffe; służył podczas II wojny światowej. Brocke przypisywał sobie 42 zwycięstwa odniesione w 150 misjach. Został zestrzelony 15 września 1942. Odznaczony pośmiertnie Krzyżem Niemieckim w Złocie (8 października 1942) oraz Krzyżem Rycerskim Krzyża Żelaznego (9 grudnia 1942).  